# World Tennis League
A World Tennis League, é um torneio de tênis de exibição, de curta duração, com equipes mistas não afiliado à ATP/WTA, realizado anualmente nos Emirados Árabes Unidos.
A primeira edição foi realizada na Coca-Cola Arena em Dubai em dezembro de 2022. A segunda edição foi realizada na Etihad Arena em Abu Dhabi em dezembro de 2023.

## Formato
Os jogadores são divididos em quatro equipes, cada uma com quatro jogadores (dois homens e duas mulheres). As quatro equipes foram nomeadas "Eagles", "Falcons", "Hawks" e "Kites". As equipes jogam entre si no formato round-robin, que a partir 2023 consiste em partidas individuais masculinas, individuais femininas, duplas masculinas, duplas femininas e duplas mistas. Após a fase round-robin, as duas melhores equipes se enfrentam na final.

## Premiação
Em 2023, a organização repetiu a premiação de 2022, ou seja: o time vice-campeão recebeu um cheque de 500.000 Dirrãs ou cerca de US$ 135.000 e o time campeão, o dobro desse valor. Apesar dos organizadores não terem divulgado oficialmente a premiação da edição de 2024, a imprensa especializada especula que o total da premiação do evento esteja por volta de US$ 20 milhões.

## Finais
| Ano  | Equipe campeã                                   | Equipe vice-campeã                             | Placar agregado |
| ---- | ----------------------------------------------- | ---------------------------------------------- | --------------- |
| 2024 | Falcons (Rublev, Rybakina, Shapovalov, Garcia)  | Hawks (Thompson, Sabalenka, Nagal, Andreeva)   | 20–16           |
| 2023 | Eagles (Medvedev, Kenin, Rublev, Andreeva)      | Kites (Tsitsipas, Sabalenka, Dimitrov, Badosa) | 29–26           |
| 2022 | Hawks (Zverev, Rybakina, Thiem, Pavlyuchenkova) | Kites (Auger-Aliassime, Swiatek, Rune, Mirza)  | 32–25           |